# 生方賢一郎
生方 賢一郎（うぶかた けんいちろう、1882年〈明治15年〉1月6日 - 1961年〈昭和36年〉2月25日）は日本の俳優である。本名同じ。

## 来歴
1882年、群馬県利根郡新治村新巻（現在の同県同郡みなかみ町）に生まれる。但し、殆どの資料では生誕地を「群馬県利根郡新新沼村新巻」とするが、誤りである。生家は農業を経営していた。衆議院議員・生方大吉は従兄弟にあたる。
群馬師範学校を経て関西大学法学部を卒業。卒業後は日本橋女学校（現在の開智日本橋学園中学校・日本橋女学館高等学校）の教師になったが、1916年に小山内薫の新劇場を振り出しに新劇協会、築地小劇場、心座、前衛座、舞台協会、松竹新喜劇、曽我廼家五九郎一座、堀田金星一座、笑の王国を転々として1932年、P.C.L.映画製作所に演技課長として入社する。それと同時に専属俳優として契約し、数多くの作品に出演した。
戦後は新東宝に移り、1961年2月25日に79歳で死去するまで、同社の専属俳優として活躍した。俳優の生方明は長男である。

## 人物
どこにでもいそうな個性のなさを生かして、村人B・農民Aのようなエキストラと紙一重の役回りながら、地味に役者としての味を発揮し映画界をしぶとく生き抜いた。大味で一本調子な演技はまったく物足りず、役者としての評価は非常に低いが、人あたりのよさで榎本健一・扇千景などと関係を持ち、数多くの映画に出演した。主な出演作品に、「闘ふ男」「兄の花嫁」「闘魚」「エノケンのとび助冒険旅行」などがある。

## 出演作
- 『吾輩は猫である』[4]
- 『藤十郎の恋』[4]
- 『川中島合戦』[4]
- 『姿三四郎』[4]
- 『闘ふ男』[5]
- 『兄の花嫁』[5]
- 『闘魚』[5]
- 『エノケンのとび助冒険旅行』[5]
- 『忠臣蔵』[5]
- 『生きている画像』[4]